# 21 Królewski Pułk Tajlandzki
21 Królewski Pułk Tajlandzki (ang. 21st Royal Thailand Regiment) – jednostka wojskowa armii tajlandzkiej podczas wojny koreańskiej w latach 1950–1955.
Po zaatakowaniu Republiki Korei przez komunistyczną Koreańską Republikę Ludowo-Demokratyczną 25 czerwca 1950 r., do Korei Południowej przybyły wielonarodowe wojska ONZ pod egidą USA. W ich w skład wszedł 2,1-tysięczny 21 Królewski Pułk Tajlandzki, który przybył do Pusan 23 listopada 1950 r. Składał się z trzech batalionów piechoty. W grudniu 1951 r. podporządkowano go amerykańskiemu 9 Pułkowi Piechoty 9 Dywizji Piechoty. Tajowie wyróżnili się podczas ciężkich walk z Chińczykami na wzgórzach Old Baldy, Porkchop i T-Bone na przełomie października i listopada. Pułk powrócił do Tajlandii w marcu 1955 r. Do końca czerwca 1972 r. w Korei przebywała jeszcze tajlandzka kompania. Łączne straty Tajów podczas wojny koreańskiej wyniosły 136 zabitych i 469 rannych.